# Йорг Штіль
Йорг Штіль (нім. Jörg Stiel; нар. 3 березня 1968, Баден) — швейцарський футболіст, що грав на позиції воротаря. По завершенні ігрової кар'єри — тренер.
Виступав, зокрема, за «Санкт-Галлен» і «Боруссію» (Менхенгладбах), а також національну збірну Швейцарії.

## Клубна кар'єра
У дорослому футболі дебютував 1986 року виступами за команду клубу «Веттінген», в якій провів чотири сезони.
Згодом з 1990 по 2001 рік грав у складі команд клубів «Торос Неса», «Цюрих» та «Санкт-Галлен».
До складу німецької«Боруссії» (Менхенгладбах) приєднався 2001 року, захищав його кольори протягом трьох сезонів.

## Виступи за збірну
2000 року дебютував в офіційних матчах у складі національної збірної Швейцарії, протягом п'яти років захищав її ворота у 21 матчу.
Був капітаном національної команди на чемпіонаті Європи 2004 року у Португалії.

## Кар'єра тренера
Розпочав тренерську кар'єру невдовзі по завершенні кар'єри гравця, протягом частини 2006 року очолював тренерський штаб клубу «Санкт-Галлен».